# Beyondless
Beyondless è il quarto album in studio del gruppo musicale danese Iceage, pubblicato nel 2018.

## Tracce
1. Hurrah – 4:15
2. Pain Killer (featuring Sky Ferreira) – 3:39
3. Under the Sun – 4:31
4. The Day the Music Dies – 3:48
5. Plead the Fifth – 3:11
6. Catch It – 5:46
7. Thieves Like Us – 3:50
8. Take It All – 3:50
9. Showtime – 4:06
10. Beyondless – 4:02